# قطعنامه ۲۷۷ شورای امنیت
قطعنامه ۲۷۷ شورای امنیت سازمان ملل متحد که در تاریخ ۱۸ مارس ۱۹۷۰ تصویب شد، سندی بین‌المللی دربارهٔ مسئلهٔ در رابطه با وضعیت در روزدیای جنوبی است. این قطعنامه طی نشست ۱٬۵۳۵ام با ۱۴ موافق، ۰ مخالف و ۱ ممتنع تصویب شد.